# 朱企𨰘
岷顯王朱企𨰘（？—1643年），明朝第九代岷王，追封岷王朱幹坤的嫡子，憲王朱定燿的庶孫。他何時受封常寧王已不可考，但在崇禎四年（1631年）晉封岷王。他在位十二年。崇禎十六年（1643年），張獻忠進犯湖廣，朱企𨰘籌劃在武岡築城抵禦，百姓聽到消息，皆惶恐不安。袁有志趁勢蠱惑百姓造反，將朱企𨰘捉拿殺害，兩年後的弘光元年（1645年）閏六月，其子朱禋𭱴嗣位。